# Plaskettova studija
Plaskettova studija je jedna od najpoznatijih šahovskih studija završnice. Ovu je studiju oko 1970. stvorio nizozemski šahovski kompozitor Gijs van Breukelen, iako ju je tek 1997. u časopisu Schakend Nederland objavio engleski velemajstor James Plaskett, otuda i naziv studiji.
|   | a | b | c | d | e | f | g | h |   |
| 8 | d7 white pawn · h7 black king · a6 black knight · d6 white king · h6 black pawn · c5 black pawn · g5 black knight · b4 black bishop · g4 white knight · c3 black pawn · e3 black pawn · g3 white pawn · d1 white bishop | d7 white pawn · h7 black king · a6 black knight · d6 white king · h6 black pawn · c5 black pawn · g5 black knight · b4 black bishop · g4 white knight · c3 black pawn · e3 black pawn · g3 white pawn · d1 white bishop | d7 white pawn · h7 black king · a6 black knight · d6 white king · h6 black pawn · c5 black pawn · g5 black knight · b4 black bishop · g4 white knight · c3 black pawn · e3 black pawn · g3 white pawn · d1 white bishop | d7 white pawn · h7 black king · a6 black knight · d6 white king · h6 black pawn · c5 black pawn · g5 black knight · b4 black bishop · g4 white knight · c3 black pawn · e3 black pawn · g3 white pawn · d1 white bishop | d7 white pawn · h7 black king · a6 black knight · d6 white king · h6 black pawn · c5 black pawn · g5 black knight · b4 black bishop · g4 white knight · c3 black pawn · e3 black pawn · g3 white pawn · d1 white bishop | d7 white pawn · h7 black king · a6 black knight · d6 white king · h6 black pawn · c5 black pawn · g5 black knight · b4 black bishop · g4 white knight · c3 black pawn · e3 black pawn · g3 white pawn · d1 white bishop | d7 white pawn · h7 black king · a6 black knight · d6 white king · h6 black pawn · c5 black pawn · g5 black knight · b4 black bishop · g4 white knight · c3 black pawn · e3 black pawn · g3 white pawn · d1 white bishop | d7 white pawn · h7 black king · a6 black knight · d6 white king · h6 black pawn · c5 black pawn · g5 black knight · b4 black bishop · g4 white knight · c3 black pawn · e3 black pawn · g3 white pawn · d1 white bishop | 8 |
| 7 | d7 white pawn · h7 black king · a6 black knight · d6 white king · h6 black pawn · c5 black pawn · g5 black knight · b4 black bishop · g4 white knight · c3 black pawn · e3 black pawn · g3 white pawn · d1 white bishop | d7 white pawn · h7 black king · a6 black knight · d6 white king · h6 black pawn · c5 black pawn · g5 black knight · b4 black bishop · g4 white knight · c3 black pawn · e3 black pawn · g3 white pawn · d1 white bishop | d7 white pawn · h7 black king · a6 black knight · d6 white king · h6 black pawn · c5 black pawn · g5 black knight · b4 black bishop · g4 white knight · c3 black pawn · e3 black pawn · g3 white pawn · d1 white bishop | d7 white pawn · h7 black king · a6 black knight · d6 white king · h6 black pawn · c5 black pawn · g5 black knight · b4 black bishop · g4 white knight · c3 black pawn · e3 black pawn · g3 white pawn · d1 white bishop | d7 white pawn · h7 black king · a6 black knight · d6 white king · h6 black pawn · c5 black pawn · g5 black knight · b4 black bishop · g4 white knight · c3 black pawn · e3 black pawn · g3 white pawn · d1 white bishop | d7 white pawn · h7 black king · a6 black knight · d6 white king · h6 black pawn · c5 black pawn · g5 black knight · b4 black bishop · g4 white knight · c3 black pawn · e3 black pawn · g3 white pawn · d1 white bishop | d7 white pawn · h7 black king · a6 black knight · d6 white king · h6 black pawn · c5 black pawn · g5 black knight · b4 black bishop · g4 white knight · c3 black pawn · e3 black pawn · g3 white pawn · d1 white bishop | d7 white pawn · h7 black king · a6 black knight · d6 white king · h6 black pawn · c5 black pawn · g5 black knight · b4 black bishop · g4 white knight · c3 black pawn · e3 black pawn · g3 white pawn · d1 white bishop | 7 |
| 6 | d7 white pawn · h7 black king · a6 black knight · d6 white king · h6 black pawn · c5 black pawn · g5 black knight · b4 black bishop · g4 white knight · c3 black pawn · e3 black pawn · g3 white pawn · d1 white bishop | d7 white pawn · h7 black king · a6 black knight · d6 white king · h6 black pawn · c5 black pawn · g5 black knight · b4 black bishop · g4 white knight · c3 black pawn · e3 black pawn · g3 white pawn · d1 white bishop | d7 white pawn · h7 black king · a6 black knight · d6 white king · h6 black pawn · c5 black pawn · g5 black knight · b4 black bishop · g4 white knight · c3 black pawn · e3 black pawn · g3 white pawn · d1 white bishop | d7 white pawn · h7 black king · a6 black knight · d6 white king · h6 black pawn · c5 black pawn · g5 black knight · b4 black bishop · g4 white knight · c3 black pawn · e3 black pawn · g3 white pawn · d1 white bishop | d7 white pawn · h7 black king · a6 black knight · d6 white king · h6 black pawn · c5 black pawn · g5 black knight · b4 black bishop · g4 white knight · c3 black pawn · e3 black pawn · g3 white pawn · d1 white bishop | d7 white pawn · h7 black king · a6 black knight · d6 white king · h6 black pawn · c5 black pawn · g5 black knight · b4 black bishop · g4 white knight · c3 black pawn · e3 black pawn · g3 white pawn · d1 white bishop | d7 white pawn · h7 black king · a6 black knight · d6 white king · h6 black pawn · c5 black pawn · g5 black knight · b4 black bishop · g4 white knight · c3 black pawn · e3 black pawn · g3 white pawn · d1 white bishop | d7 white pawn · h7 black king · a6 black knight · d6 white king · h6 black pawn · c5 black pawn · g5 black knight · b4 black bishop · g4 white knight · c3 black pawn · e3 black pawn · g3 white pawn · d1 white bishop | 6 |
| 5 | d7 white pawn · h7 black king · a6 black knight · d6 white king · h6 black pawn · c5 black pawn · g5 black knight · b4 black bishop · g4 white knight · c3 black pawn · e3 black pawn · g3 white pawn · d1 white bishop | d7 white pawn · h7 black king · a6 black knight · d6 white king · h6 black pawn · c5 black pawn · g5 black knight · b4 black bishop · g4 white knight · c3 black pawn · e3 black pawn · g3 white pawn · d1 white bishop | d7 white pawn · h7 black king · a6 black knight · d6 white king · h6 black pawn · c5 black pawn · g5 black knight · b4 black bishop · g4 white knight · c3 black pawn · e3 black pawn · g3 white pawn · d1 white bishop | d7 white pawn · h7 black king · a6 black knight · d6 white king · h6 black pawn · c5 black pawn · g5 black knight · b4 black bishop · g4 white knight · c3 black pawn · e3 black pawn · g3 white pawn · d1 white bishop | d7 white pawn · h7 black king · a6 black knight · d6 white king · h6 black pawn · c5 black pawn · g5 black knight · b4 black bishop · g4 white knight · c3 black pawn · e3 black pawn · g3 white pawn · d1 white bishop | d7 white pawn · h7 black king · a6 black knight · d6 white king · h6 black pawn · c5 black pawn · g5 black knight · b4 black bishop · g4 white knight · c3 black pawn · e3 black pawn · g3 white pawn · d1 white bishop | d7 white pawn · h7 black king · a6 black knight · d6 white king · h6 black pawn · c5 black pawn · g5 black knight · b4 black bishop · g4 white knight · c3 black pawn · e3 black pawn · g3 white pawn · d1 white bishop | d7 white pawn · h7 black king · a6 black knight · d6 white king · h6 black pawn · c5 black pawn · g5 black knight · b4 black bishop · g4 white knight · c3 black pawn · e3 black pawn · g3 white pawn · d1 white bishop | 5 |
| 4 | d7 white pawn · h7 black king · a6 black knight · d6 white king · h6 black pawn · c5 black pawn · g5 black knight · b4 black bishop · g4 white knight · c3 black pawn · e3 black pawn · g3 white pawn · d1 white bishop | d7 white pawn · h7 black king · a6 black knight · d6 white king · h6 black pawn · c5 black pawn · g5 black knight · b4 black bishop · g4 white knight · c3 black pawn · e3 black pawn · g3 white pawn · d1 white bishop | d7 white pawn · h7 black king · a6 black knight · d6 white king · h6 black pawn · c5 black pawn · g5 black knight · b4 black bishop · g4 white knight · c3 black pawn · e3 black pawn · g3 white pawn · d1 white bishop | d7 white pawn · h7 black king · a6 black knight · d6 white king · h6 black pawn · c5 black pawn · g5 black knight · b4 black bishop · g4 white knight · c3 black pawn · e3 black pawn · g3 white pawn · d1 white bishop | d7 white pawn · h7 black king · a6 black knight · d6 white king · h6 black pawn · c5 black pawn · g5 black knight · b4 black bishop · g4 white knight · c3 black pawn · e3 black pawn · g3 white pawn · d1 white bishop | d7 white pawn · h7 black king · a6 black knight · d6 white king · h6 black pawn · c5 black pawn · g5 black knight · b4 black bishop · g4 white knight · c3 black pawn · e3 black pawn · g3 white pawn · d1 white bishop | d7 white pawn · h7 black king · a6 black knight · d6 white king · h6 black pawn · c5 black pawn · g5 black knight · b4 black bishop · g4 white knight · c3 black pawn · e3 black pawn · g3 white pawn · d1 white bishop | d7 white pawn · h7 black king · a6 black knight · d6 white king · h6 black pawn · c5 black pawn · g5 black knight · b4 black bishop · g4 white knight · c3 black pawn · e3 black pawn · g3 white pawn · d1 white bishop | 4 |
| 3 | d7 white pawn · h7 black king · a6 black knight · d6 white king · h6 black pawn · c5 black pawn · g5 black knight · b4 black bishop · g4 white knight · c3 black pawn · e3 black pawn · g3 white pawn · d1 white bishop | d7 white pawn · h7 black king · a6 black knight · d6 white king · h6 black pawn · c5 black pawn · g5 black knight · b4 black bishop · g4 white knight · c3 black pawn · e3 black pawn · g3 white pawn · d1 white bishop | d7 white pawn · h7 black king · a6 black knight · d6 white king · h6 black pawn · c5 black pawn · g5 black knight · b4 black bishop · g4 white knight · c3 black pawn · e3 black pawn · g3 white pawn · d1 white bishop | d7 white pawn · h7 black king · a6 black knight · d6 white king · h6 black pawn · c5 black pawn · g5 black knight · b4 black bishop · g4 white knight · c3 black pawn · e3 black pawn · g3 white pawn · d1 white bishop | d7 white pawn · h7 black king · a6 black knight · d6 white king · h6 black pawn · c5 black pawn · g5 black knight · b4 black bishop · g4 white knight · c3 black pawn · e3 black pawn · g3 white pawn · d1 white bishop | d7 white pawn · h7 black king · a6 black knight · d6 white king · h6 black pawn · c5 black pawn · g5 black knight · b4 black bishop · g4 white knight · c3 black pawn · e3 black pawn · g3 white pawn · d1 white bishop | d7 white pawn · h7 black king · a6 black knight · d6 white king · h6 black pawn · c5 black pawn · g5 black knight · b4 black bishop · g4 white knight · c3 black pawn · e3 black pawn · g3 white pawn · d1 white bishop | d7 white pawn · h7 black king · a6 black knight · d6 white king · h6 black pawn · c5 black pawn · g5 black knight · b4 black bishop · g4 white knight · c3 black pawn · e3 black pawn · g3 white pawn · d1 white bishop | 3 |
| 2 | d7 white pawn · h7 black king · a6 black knight · d6 white king · h6 black pawn · c5 black pawn · g5 black knight · b4 black bishop · g4 white knight · c3 black pawn · e3 black pawn · g3 white pawn · d1 white bishop | d7 white pawn · h7 black king · a6 black knight · d6 white king · h6 black pawn · c5 black pawn · g5 black knight · b4 black bishop · g4 white knight · c3 black pawn · e3 black pawn · g3 white pawn · d1 white bishop | d7 white pawn · h7 black king · a6 black knight · d6 white king · h6 black pawn · c5 black pawn · g5 black knight · b4 black bishop · g4 white knight · c3 black pawn · e3 black pawn · g3 white pawn · d1 white bishop | d7 white pawn · h7 black king · a6 black knight · d6 white king · h6 black pawn · c5 black pawn · g5 black knight · b4 black bishop · g4 white knight · c3 black pawn · e3 black pawn · g3 white pawn · d1 white bishop | d7 white pawn · h7 black king · a6 black knight · d6 white king · h6 black pawn · c5 black pawn · g5 black knight · b4 black bishop · g4 white knight · c3 black pawn · e3 black pawn · g3 white pawn · d1 white bishop | d7 white pawn · h7 black king · a6 black knight · d6 white king · h6 black pawn · c5 black pawn · g5 black knight · b4 black bishop · g4 white knight · c3 black pawn · e3 black pawn · g3 white pawn · d1 white bishop | d7 white pawn · h7 black king · a6 black knight · d6 white king · h6 black pawn · c5 black pawn · g5 black knight · b4 black bishop · g4 white knight · c3 black pawn · e3 black pawn · g3 white pawn · d1 white bishop | d7 white pawn · h7 black king · a6 black knight · d6 white king · h6 black pawn · c5 black pawn · g5 black knight · b4 black bishop · g4 white knight · c3 black pawn · e3 black pawn · g3 white pawn · d1 white bishop | 2 |
| 1 | d7 white pawn · h7 black king · a6 black knight · d6 white king · h6 black pawn · c5 black pawn · g5 black knight · b4 black bishop · g4 white knight · c3 black pawn · e3 black pawn · g3 white pawn · d1 white bishop | d7 white pawn · h7 black king · a6 black knight · d6 white king · h6 black pawn · c5 black pawn · g5 black knight · b4 black bishop · g4 white knight · c3 black pawn · e3 black pawn · g3 white pawn · d1 white bishop | d7 white pawn · h7 black king · a6 black knight · d6 white king · h6 black pawn · c5 black pawn · g5 black knight · b4 black bishop · g4 white knight · c3 black pawn · e3 black pawn · g3 white pawn · d1 white bishop | d7 white pawn · h7 black king · a6 black knight · d6 white king · h6 black pawn · c5 black pawn · g5 black knight · b4 black bishop · g4 white knight · c3 black pawn · e3 black pawn · g3 white pawn · d1 white bishop | d7 white pawn · h7 black king · a6 black knight · d6 white king · h6 black pawn · c5 black pawn · g5 black knight · b4 black bishop · g4 white knight · c3 black pawn · e3 black pawn · g3 white pawn · d1 white bishop | d7 white pawn · h7 black king · a6 black knight · d6 white king · h6 black pawn · c5 black pawn · g5 black knight · b4 black bishop · g4 white knight · c3 black pawn · e3 black pawn · g3 white pawn · d1 white bishop | d7 white pawn · h7 black king · a6 black knight · d6 white king · h6 black pawn · c5 black pawn · g5 black knight · b4 black bishop · g4 white knight · c3 black pawn · e3 black pawn · g3 white pawn · d1 white bishop | d7 white pawn · h7 black king · a6 black knight · d6 white king · h6 black pawn · c5 black pawn · g5 black knight · b4 black bishop · g4 white knight · c3 black pawn · e3 black pawn · g3 white pawn · d1 white bishop | 1 |
|   | a | b | c | d | e | f | g | h |   |

Od svih nazočnih za vrijeme rješavanja studije, jedini koji ju je uspio riješiti bio je svjetski šahovski prvak Mihail Talj.

## Rješenje
1.Sf6+ Kg7
Ako 1...Kg6 2.Lh5+ slijedi 3.d8=D, jer lovac prekriva važno polje f7.
2.Sh5+ Kg6
Ako 2...Kf7 3.d8=D dobiva; ako 2...Kh7 3.Lc2+ prisiljava kralja na zadnji red, dozvoljavajući d8=D+ s matom unutar nekoliko poteza.
3.Lc2+!!
Zanimljivo, ovaj potez će računala teško pronaći.
3...Kxh5 4.d8=D! Sf7+
Očiti potez, no 4...Kg4 je solidniji potez (5.Df6 dobiva po Ehnu i Kastneru, no pobjeda nije očigledna).
5.Ke6 Sxd8+ 6.Kf5
Bijeli prijeti Ld1+. Nije teško vidjeti da sada slijedi fantastičan cik-cak manevar lovca kojemu se bijeli neće moći oduprijeti unatoč materijalnoj prednosti.
6...e2 7.Ke4 e1=S 8.Ld5 c2 9.Kc4 c1=S 10.Kb5 Sc7
Sada crni može odgoditi mat za jedan potez s 10...Sc6.
11.La4 1-0
Mat u 3 s Ld1 se ne može spriječiti (npr. 11...Se2 12.Ld1 Sf3 13.Lxe2 te 14.Lxf3# ili 11...Sb3 12.Lxb3 Sc2 13.Lxc2 i sada 14.Ld1#), čime je studija riješena.